# Farranamanagh Lough SAC
Farranamanagh Lough SAC este o arie protejată (arie specială de conservare — SAC, sit de importanță comunitară — SCI) din Irlanda întinsă pe o suprafață de 27,3 ha, integral pe uscat.

## Localizare
Centrul sitului Farranamanagh Lough SAC este situat la coordonatele 51°34′44″N 9°41′25″W / 51.578909°N 9.690327°V.

## Înființare
Situl Farranamanagh Lough SAC a fost declarat sit de importanță comunitară în iunie 1999 pentru a proteja un număr necunoscut de specii din flora spontană și fauna sălbatică aflate în arealul zonei. Situl a fost protejat și ca arie specială de conservare în aprilie 2016.

## Biodiversitate
Situată în ecoregiunea atlantică, aria protejată conține 2 habitate naturale: Lagune de coastă, Vegetație perenă pe țărmurile stâncoase.
La baza desemnării sitului se află un număr nedeclarat de specii protejate.
Pe lângă speciile protejate, pe teritoriul sitului au mai fost identificate 5 specii de nevertebrate.